# Sainte-Livrade, Haute-Garonne
Sainte-Livrade är en kommun i departementet Haute-Garonne i regionen Occitanien i södra Frankrike. Kommunen ligger i kantonen Léguevin som tillhör arrondissementet Toulouse. År 2022 hade Sainte-Livrade 256 invånare.

## Befolkningsutveckling
Antalet invånare i kommunen Sainte-Livrade
Referens:INSEE